# Офингер
Офингер, вешалица или штеклица је је предмет у облику:
- људских рамена, дизајниран је ради вешања капута, јакни, џемпера, мајица, сукања, блуза или хаљина без њиховог гужвања, са нижом шипком за вешање панталона или сукања.
- стега за вешање панталона и сукања. Обе врсте се могу наћи заједно на једном офингеру.

Постоје три основне врсте офингера. Прва је жичани офингер који има једноставну омчу направљену од жице, у облику спљоштеног троугла који се наставља нагоре правећи куку. Друга је дрвени офингер, који се састоји из равног парчета дрвета исеченог у облику бумеранга са ошмиргланим ивицама, што спречава оштећење одеће, и куке, најчешће металне, која се налази на врху. Неки дрвени офингери имају заобљену полугу од врха до врха, правећи тако раван троугао. Ова полуга се користи да би се окачиле панталоне које припадају истом комплету као и окачен сако. Трећа врста, а уједно и она која се највише користи у данашњем свету, јесте пластични офингер, који је обично истог облика као и дрвени или жичани офингер. Пластични офингери се такође производе и у мањим величинама за вешање дечије гардеробе.
Неки офингери имају штипаљке на доњем делу које се користе за качење сукања. Офингери за сукње и панталоне можда неће уопште ни имати облик троугла, већ се бити само у облику штапа, са штипаљкама и куком на врху. Други офингери имају мале прстенове који се спуштају са прве две шипке на које се каче бретеле топова или мајица. Специјализовани полице-офингери за панталоне се користе за вешање више пара панталона. Офингери за одећу која се може пресавити дизајнирани да се провуку кроз део код крагне ради лакшег коришћења и мање шансе развлачења су стара, мада потенцијално корисна варијација традиционалних офингера.

## Етимологија
У српском језику, реч „офингер“ се третира као позајмљеница из немачког језика. Сматра се да је изведена из немачке речи „Aufhänger“. Приближни синоними овој речи су гарнишна (или карниша, чивилук, и вешалица, с тим да, иако се све три односе на вешање одеће, немају све три идентично значење као реч „офингер“.

## Историја
Неки историчари сматрају да је председник Сједињених Америчких Држава, Томас Џеферсон, измислио претечу дрвеног офингера. Међутим, офингер који се данас највише користи, жичани офингер у облику људских рамена, је инспирисан куком за капуте коју је 1869. године измислио О. А. Норт из Њу Бритена (Конектикат). Сматра се да је један радник компаније Тимберлејк жице и новине, Алберт Ј. Паркхаус из Џексона (Мичиген) измислио офингер, а исто тако се сматра и да га је измислио Кристофер Кан 1876. године, када је био студент инжињерства на бостонском универзитету.
1906. године је Мејер Меј, кројач мушке одеће из Гранд Рапидса (Мичиген), први је своје радове приказивао на својим офингерима у облику јадца. Неки од ових оригиналних офингера се данас могу видети у Мејер Меј кући у Гранд Рапидсу коју је пројектовао Френк Лојд Рајт.
1932. године је Шујлер Ц. Хулет патентирао побољшани дизајн, који је користио папирне цевке на горњим и доњим деловима жице који спречавају гужвање, а 1935. године је Елмер Д. Роџерс додао папирну цевку на доњу шипку, која се и данас користи.
Офингери се праве од дрвета, жице, пластике, ређе од гуме и других материјала. Неки су обложени финим материјалима, као што је сатен, за скупоцену гардеробу, женски веш и свечане хаљине. Мекана, сунђераста постава служи да заштити рамена од прављења удубљења која често настају при употреби жичаних офингера. Маскирани офингер је јефтини жичани офингер прекривен папиром. Њих користе након хемијског чишћења да би заштитили очишћену гардеробу.

## У модерној култури
Жичани офингер је такође се такође појављује и у главној сцени у филму „Најдража мама“(ен:Mommie Dearest) из 1981. године, у којој Џоан Крафорд, коју игра Феј Данавеј, улази у собу своје ћерке Кристине ноћу док она спава да би се дивила прелепој гардероби која виси у њеном орману. Затим постаје јако љута што је Кристина употребила жичани офингер уместо скупих постављених офингера које јој је Џоан припремила и наредила јој да користи. Џоан буди своју ћерку и бије је. Џоанина реченица "Нема жичаних офингера, никада!" је убрзо постала део поп културе. Жичани офингери играју велику улогу у филму Бирдемик: шок и терор (ен:Birdemic: Shock and Terror) из 2008. године. Током главне сцене у овом романтичном трилеру који је режирао Џејмс Нгујен, четири престрашена лика се бране од јастребова и лешинара жедних крви машући жичаним офингерима изнад својих глава на паркингу Мотела 6 у заливској области Сан Франциска. 
Често се користи као алатка за печење колачића од белог слеза или хотдога на камповању.
Расклопљени жичани офингери, с обзиром да се често користе током илегалних или само-индукованих абортуса (убацивањем у материцу), коришћени су за протесте за слободу избора.

## Спонтано коришћење
Жица је свестрана, и жичани офингери се често користе као јефтини извори полутврде жице која је приступачнија од жице која се користи током кућних пројеката. Коришћење жичаних офингера као импровизованих штапова за варење је често последњих 100 година. На сличан начин, многи слични уради-сам и дечји пројекти користе жичане офингере као држаче разног типа, од држања кочнице да не виси током поправке, до причвршћивања капијице на кавезу за птице. Након шмирглања, жичани офингери се користе и као спроводна жица различите намене, од повезивања мотора за игре до проверавања стабилности руке. Често се користе за обијање старијих модела аутомобила чије браве нису заштићене од таквих метода откључавања. Постоји дуга историја коришћења жичаних офингера као замене за радио антене у аутомобилима.
Часопис „Колектикус“ (ен:Collecticus)је у октобру 2007. године објавио да су сада офингери постали колекционарски хоби, посебно они који на предњој страни рекламирају познату компанију или неки догађај. На пример, један „Бутлинс“ офингер из 1950. године је продат за £10.10 у октобру 2006. године преко „Колектикуса“.
1995. године, професор Ангус Валас је користио размотани офингер, стерилисан вискијем, да би извео хитну операцију плућа Поле Диксон у авиону на висини од 35.000 стопа.